# Мексика во Второй мировой войне

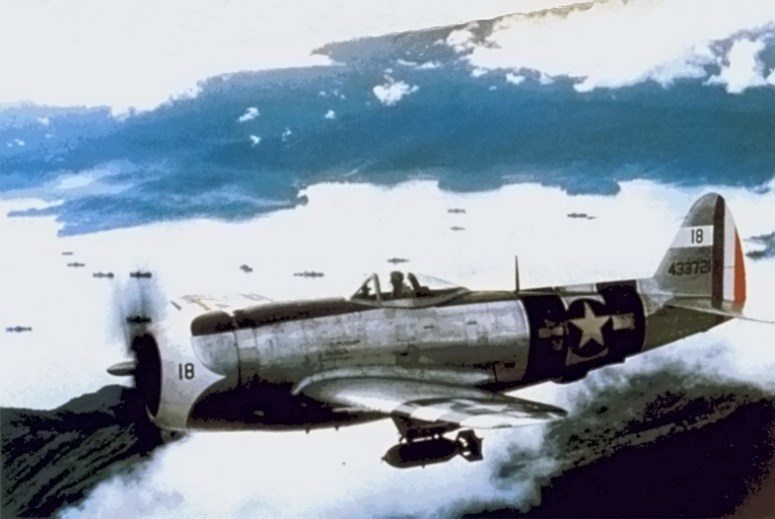
Истребитель-бомбардировщик P-47 мексиканской 201-й эскадрильи.

Мексика во Второй мировой войне принимала участие на стороне союзников, в том числе и своими вооружёнными силами. В годы войны экономика Мексики получила бурное развитие, возрос также международный авторитет страны.

## Предвоенная ситуация
В начале 1940-х годов Мексика являлась аграрной страной и имела нестабильную внутреннюю политическую ситуацию.
Сравнительно недавно, с приходом к власти президента Ласаро Карденаса (1934—1940), закончился постреволюционный период, в течение которого страна пережила гражданскую войну и несколько мятежей.
В стремлении модернизировать общество и государство Карденас проводил реформы, заложившие основы развития Мексики на многие десятилетия вперёд, национализировались промышленные предприятия и целые отрасли народного хозяйства, политическая система страны фактически стала двухпартийной.
Реформы привели к обострению отношений с США и Великобританией в предвоенное время, ввиду проводимых экспроприаций в мексиканской промышленности (доля иностранного капитала в экономике страны до реформ Карденаса достигала 92 %).
В мае 1938 года были разорваны дипломатические отношения с Великобританией.
Несмотря на то, что Мексика не проводила изоляционистскую политику (например, во время Гражданской войны в Испании оказывала помощь республиканцам), в сложившихся к началу Второй мировой войны условиях Мексика заявила о своём нейтралитете.

## Улучшение отношений между Мексикой и США

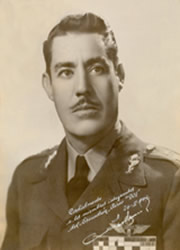
Антонио Карденас Родригес — командир Мексиканских экспедиционных ВВС

Власти США были обеспокоены возможностью роста прогерманских настроений в соседней стране (во время Первой мировой войны Мексика открыто симпатизировала Германии), что послужило мотивом к пересмотру межгосударственных отношений.
Во время всеобщих выборов 1940 года в Мексике к власти пришёл кандидат правящей Национальной Революционной Партии генерал Мануэль Авила Камачо.
14 марта 1941 года между Мексикой и США было подписано Генеральное соглашение, открывшее новые возможности для экономического, военного и политического межгосударственного сотрудничества.
Соединённые Штаты Америки оказывали помощь Соединённым Штатам Мексики в развитии промышленной и транспортной инфраструктуры. Также США официально открыли свой рынок труда для иммигрантов: предусматривалось направление определённого количества мексиканских рабочих, так называемых «брасерос» (braceros), для работы на производствах и в сельском хозяйстве США.
Вслед за вступлением в войну США, в декабре 1941 года Мексика разорвала дипломатические отношения с Германией, Италией и Японией. 22 мая 1942 года Мексиканские Соединённые Штаты заявили о наличии состояния войны с Германией, Италией и Японией после серии провокаций в отношении нефтяных танкеров «Потреро-дель-Льяно» и «Фаха-де-Оро», торпедированных и потопленных немецкими подводными лодками в водах Атлантического океана и с 1 июня 1942 года официально объявила им войну.
22 октября 1941 года были восстановлены дипломатические отношения между Мексикой и Великобританией, 12 ноября 1942 года — между Мексикой и СССР.
Одним из поводов для вступления в войну были неоднократные случаи потопления мексиканских судов немецкими подводными лодками в Мексиканском заливе и у берегов США. Для организации противолодочного патрулирования в близлежащих водах силами мексиканских ВВС со стороны США была оказана помощь техникой и подготовкой специалистов. В дальнейшем это сотрудничество стало основой для направления в зону боевых действий на Тихом океане мексиканского лётного подразделения: 201-й эскадрильи.

## Экономическое и культурное развитие
В годы Второй мировой войны экономика Мексики получила бурное развитие, что обуславливалось, с одной стороны, экономической помощью от США, а с другой стороны — резким снижением объёмов европейских товаров на местном и мировом рынках.
Подобная тенденция наблюдалась и в культурной сфере: например, мексиканский кинематограф переживал в те годы «Золотую эпоху», и Мексика превратилась в основного производителя кинопродукции в регионе.
На фоне роста значения Мексики в качестве региональной державы 21 февраля — 8 марта 1945 года в столичном дворце Чапультепек была проведена конференция американских государств по вопросам войны и мира (Чапультепекская конференция). В результате неё был принят «Чапультепекский акт», провозгласивший принцип «взаимной помощи и американской солидарности», а также «Экономическая хартия».